# Ibn Buqlaris
Yonah ben Isaac ibn Buqlaris al-Israili fue un médico y botánico judío de Al-Ándalus nacido en Zaragoza en el siglo XI y fallecido a comienzos del siglo XII.
Redactó en 1106 un tratado de farmacología sobre los medicamentos simples titulado Kitab al Mustaini o Libro de Al-Musta'in, así llamado por estar dedicado al soberano saraqustí Ahmed al-Musta'in II, que gobernó la taifa entre 1085 y 1110, años en los que Ben Buqlaris debió de servirle en su corte. Probablemente, tuvo que emigrar de al-Ándalus debido a la represión intelectual que ejerció el Imperio almorávide.
En Kitab al Mustaini aparecen los términos de las especies medicinales en varios idiomas: griego, árabe, persa, siríaco, bereber y otras lenguas románicas hispánicas, por lo que este libro guarda un alto interés filológico, pues da cuenta de que el impropiamente llamado «mozárabe» era, realmente, un conjunto muy numeroso y variado de lenguas dialectales con sustrato romance; Ibn Buqlaris distingue, en este sentido, un dialecto hispanoárabe romance zaragozano (ayamiyya saraqusta o aljamía romance popular zaragozana), del propiamente andalusí (ayamiyyat al-Andalus o romance de al-Ándalus). Es también una valiosa fuente para el estudio del primitivo romance aragonés, tanto por la cantidad de nombres populares de plantas, como por los términos médicos y creencias, que eran nombradas a menudo con expresiones metafóricas.
Escribió asimismo Risalat al-tabyin wa-l-tartil o Epístola de la explicación y la reglamentación, un tratado que clasificaba de modo jerárquico los alimentos donde desarrollaba un concepto de Galeno que hablaba de cuatro facultades existentes en la totalidad de los órganos del cuerpo humano: la fuerza aprehensiva, la fuerza retentiva, la fuerza digestiva y la fuerza expulsiva.